# Comune di Hvidebæk
Il comune di Hvidebæk, fino al 1º gennaio 2007 è stato un comune danese situato nella contea della Selandia Occidentale, il comune aveva una popolazione di 5 557 abitanti (2006) e una superficie di 98 km². Capoluogo era la cittadina di Ubby.
Dal 1º gennaio 2007, con l'entrata in vigore della riforma amministrativa, il comune è stato soppresso e accorpato ai comuni di Bjergsted, Gørlev e Høng per dare luogo al riformato comune di Kalundborg compreso nella regione della Selandia.